# طایر اردبیلی
میرزا رحیم مکتبی یا طایر اردبیلی (زادهٔ ۱۲۴۰ ه‍.ق در اردبیل) شاعر و عارف ایرانی در سده گذشته بوده‌است.
میرزا رحیم مکتبی اردبیلی متخلص به طایر در سال ۱۲۴۰ ه‍.ق در اردبیل متولد شد. وی از مریدان جلال الدین محمد مجدالاشرف از قطاب سلسله ذهبیه بوده‌است. او پس از تأسیس مدرسه صادقیه برای تدریس علوم رایج زمان به تدوین کتابی به‌نام مجمع الفنون اقدام کرد و در این کتاب مطالب درسی رایج را از زبانهای عربی و فارسی به‌صورت شعر ترکی درآورد. طایر در غزل پیرو صائب تبریزی بوده و گه‌گاه نیز به سراغ غزلیات حافظ شیرازی رفته‌است.